# Неграмотность
Негра́мотность (безгра́мотность) — означает культурные, образовательные или психически условные отдельные недостатки в чтении или письме у людей, вплоть до полной их невозможности.

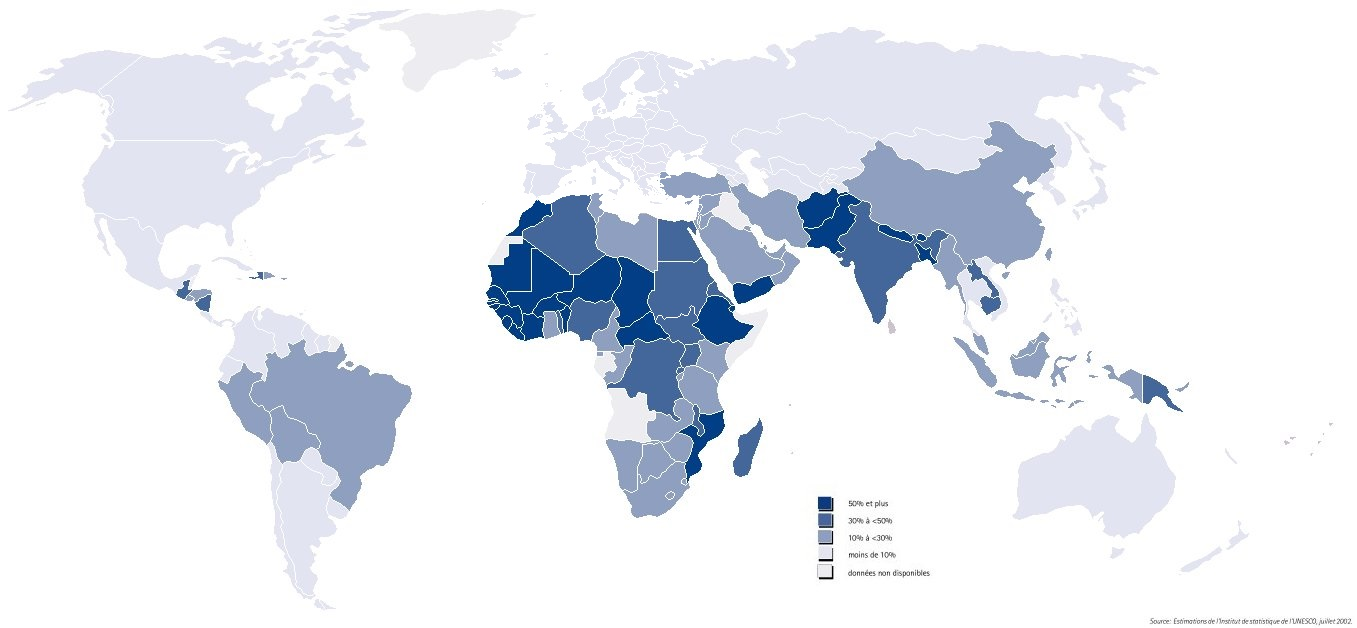
Уровень неграмотности в мире на 2000 год

Можно было бы предположить, что в XXI веке покончено с этим явлением, однако на 2003 год в мире неграмотными считались 862 миллионов людей. В такой высокоразвитой европейской стране, как Германия, согласно результатам исследований Гамбургского университета, в 2011 году насчитывалось порядка 14 % (7,5 миллионов) функционально неграмотных жителей. ООН и ЮНЕСКО предпринимают различные попытки снижения неграмотности в мире.

## В России
К концу XIX — началу XX веков число неграмотного населения в Российской империи составляло, по разным оценкам, до 75 % даже в центральных областях. К 1917 году заметная часть населения страны оставалась неграмотной, особенно в Средней Азии. С наступлением Октябрьской революции было очевидно, что такое положение недопустимо, но Гражданская война оттянула принятие каких-либо мер по искоренению неграмотности в стране.
26 декабря 1919 года в Советской России Советом народных комиссаров был принят Декрет «О ликвидации безграмотности среди населения РСФСР», обеспечивающий ликвидацию неграмотности, и всё население республики в возрасте от 8 до 50 лет, не умеющее читать или писать, было обязано обучаться грамоте на родном или русском языке (по желанию). В июне 1920 года совнаркомом был принят декрет об учреждении Всероссийской чрезвычайной комиссии по ликвидации безграмотности (ВЧК ликбез), постановления которой имели обязательный характер. Заведовал делами этой комиссии нарком просвещения Анатолий Луначарский.
Советское правительство выделяло на борьбу с неграмотностью большие средства. Развернулась широкая программа борьбы с безграмотностью населения (ликбез), начиная от финансов и заканчивая пропагандой. Был проведён 1-й Всероссийский съезд по ликвидации неграмотности (1922 год); 14 августа 1923 года вышел декрет Совнаркома РСФСР «О ликвидации безграмотности», дополнивший декрет от 26 декабря; осенью 1923 года было создано Всероссийское добровольное общество «Долой неграмотность» (ОДН). В качестве наглядной агитации использовались листовки, плакаты, нагрудные значки. В 1930 году в СССР было введено всеобщее начальное обучение, актуальной стала задача борьбы с малограмотностью. По данным переписи 1939 года, количество неграмотных граждан страны снизилось до 10 процентов. Последовавшая Великая Отечественная война задержала дальнейшее устранение неграмотности и только в 1972 году вышло постановление ЦК КПСС и Совета Министров СССР «О завершении перехода ко всеобщему среднему образованию молодёжи и дальнейшем развитии общеобразовательной школы». Всё это было частью культурной революции в СССР.
C 90-х годов в России началось снижение грамотности населения. В 2003 году Международный институт чтения провёл исследование по качеству чтения и функциональной грамотности, в котором учащиеся России заняли 32-е место из 40 стран. Сегодня в России лишь каждый третий выпускник 11-х классов понимает содержание научных и литературных текстов. Это явление вызвано учебными программами, направленными не на понимание прочитанного, а на звуковое воспроизведение и на заучивание формул и текстов, и непосредственно связано с деградацией системы образования после распада СССР. Также, ввиду политики оптимизации, количество школ неуклонно сокращается, а из-за значительного недофинансирования многие школы испытывают проблемы с капитальным ремонтом здания, с наличием и пригодностью к использованию необходимого для обучения оборудования (компьютеры, в том числе для проведения практических работ на уроках информатики; документ-камеры, принтеры и МФУ, проекторы, интерактивные доски, мебель, демонстрационное оборудование, приборы и материалы для лабораторных и практических работ по химии, биологии и физике; спортивный инвентарь для уроков физической культуры) и с проблемой низкой зарплаты у педагогов.

Агитационные плакаты СССР
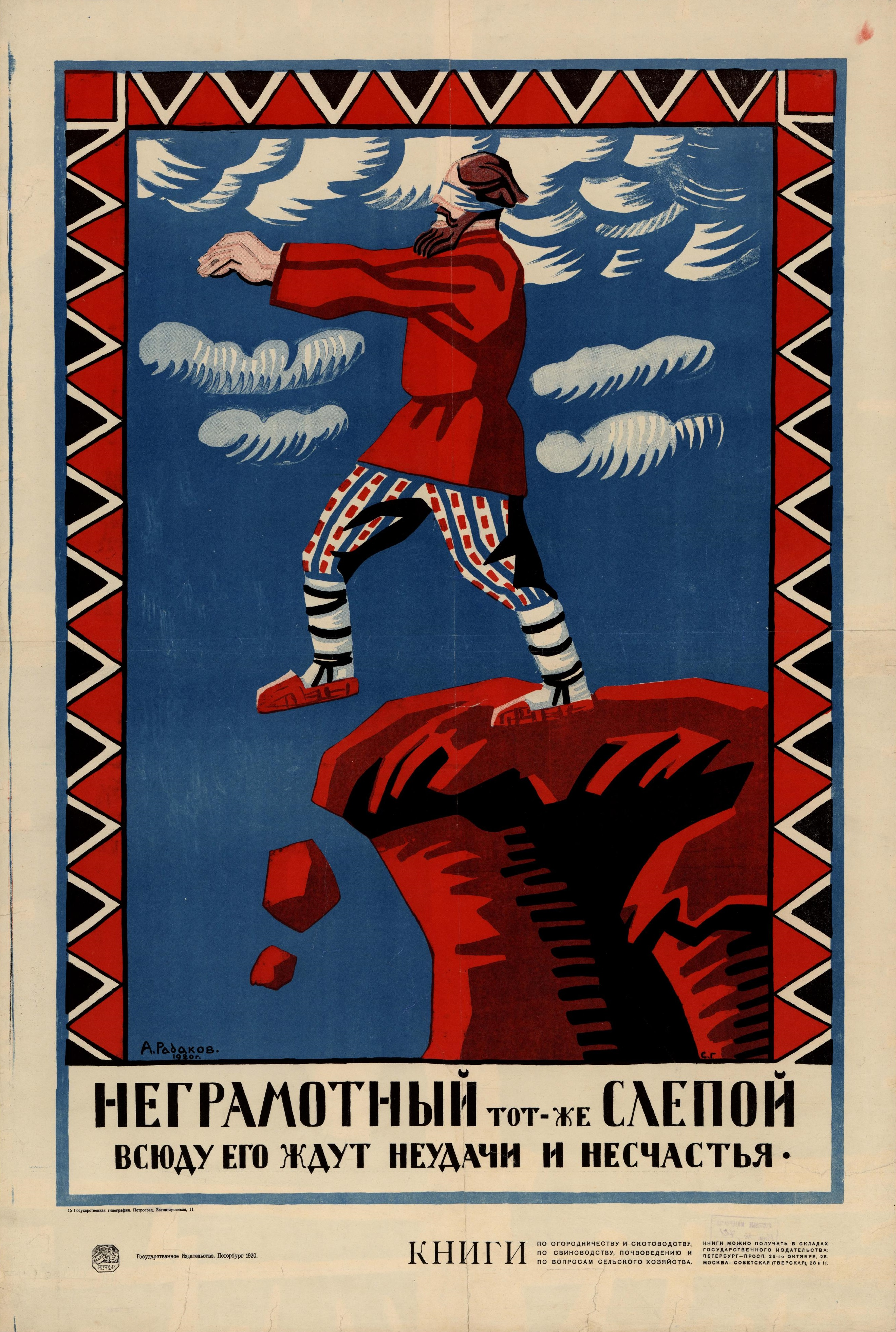
Плакат 1920-х годов А. Радакова
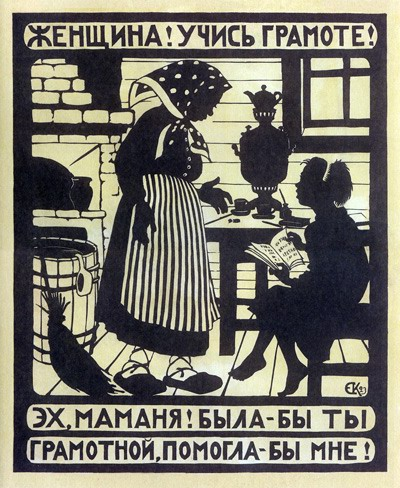
Плакат Елизаветы Кругликовой, 1923 год
Плакат общества «Долой неграмотность»

Значки СССР